# Sun Goes Down (Robin Schulz)
Sun Goes Down è un singolo del DJ tedesco Robin Schulz, pubblicato il 24 ottobre 2014 come quarto estratto dal primo album in studio Prayer.
Il singolo ha visto la partecipazione alla parte vocale della cantante britannica Jasmine Thompson.

## Video musicale
Il video musicale è stato girato a Matera, in Basilicata (Italia) all'interno del laboratorio artigianale Il Bottegaccio di Daddiego Mario.

## Classifiche
| Classifica (2014) | Posizione massima |
| ----------------- | ----------------- |
| Lussemburgo       | 2                 |